# Liste des joueurs de la KAS Eupen
Cette liste reprend les 540 joueurs de football qui ont évolué à la KAS Eupen depuis la fondation du club.
Date de mise à jour des joueurs : 30 août 2018 et de leurs statistiques : 30 juin 2018
- Haut – A
- B
- C
- D
- E
- F
- G
- H
- I
- J
- K
- L
- M
- N
- O
- P
- Q
- R
- S
- T
- U
- V
- W
- X
- Y
- Z

## A
| Joueur                     | Nationalité         | Position          | Date de naissance | Période(s)      | Matches (dont D1) | Buts | Jaunes | Rouges |
| -------------------------- | ------------------- | ----------------- | ----------------- | --------------- | ----------------- | ---- | ------ | ------ |
| Adamu Abdullahi            | Nigeria             | Attaquant         | 1/01/1994         | 2012-2013       | 3 (0)             | 0    | 2      | 0      |
| Abdullah Abdulsalam        | Qatar               | Milieu de terrain | 10/05/1997        | 2015-2016       | 0 (0)             | 0    | 0      | 0      |
| Akram Afif                 | Qatar               | Attaquant         | 18/11/1996        | 2015-2016, 2017 | 42 (15)           | 9    | 7      | 1      |
| Juan Aguilar               | Paraguay            | Milieu de terrain | 24/06/1989        | 2009-2010       | 30 (0)            | 1    | 4      | 0      |
| Homam Ahmed                | Qatar               | Défenseur         | 25/08/1999        | 2018            | 0 (0)             | 0    | 0      | 0      |
| Fahad Al-Abdulrahman       | Qatar               | Défenseur         | 6/04/1995         | 2014-2017       | 53 (30)           | 0    | 6      | 0      |
| Abdulaziz Rashid Al Ansari | Qatar               | Attaquant         | 19/02/1992        | 2013            | 1 (0)             | 0    | 0      | 0      |
| Salem Al-Hajri             | Qatar               | Défenseur         | 10/04/1996        | 2015            | 0 (0)             | 0    | 0      | 0      |
| Abdulaziz Al-Khalosi       | Qatar               | Défenseur         | 13/11/1995        | 2014-2016       | 0 (0)             | 0    | 0      | 0      |
| Ahmed Al Saadi             | Qatar               | Milieu de terrain | 2/10/1995         | 2014-2015       | 10 (0)            | 1    | 0      | 0      |
| René Aldenhoff             | Belgique            | Défenseur         | 13/12/1979        | 1998-2000       | 43 (0)            | 1    | 2      | 1      |
| Jumaan Khalid Ali          | Kenya               | Attaquant         | 13/10/1994        | 2012-2013       | 0 (0)             | 0    | 0      | 0      |
| Michael Altenberg          | Belgique            | ?                 | 31/01/1969        | 1990-1991       | 0 (0)             | 0    | 0      | 0      |
| Aristide Amouzoud          | République du Congo | Attaquant         | 22/04/1969        | 1996-1999       | 82 (0)            | 48   | 8      | 1      |
| Henrik Andersen            | Danemark            | Milieu de terrain | 7/05/1965         | 2000-2001       | 11 (0)            | 0    | 1      | 0      |
| Kristoffer Andersen        | Danemark            | Attaquant         | 9/12/1985         | 2003-2005       | 34 (0)            | 4    | 4      | 0      |
| Jefferson Andrade Siqueira | Brésil              | Attaquant         | 16/01/1988        | 2010-2011       | 10 (10)           | 0    | 4      | 0      |
| René Andries               | Belgique            | ?                 | 9/03/1944         | 1973-1976       | 0 (0)             | 0    | 0      | 0      |
| Moreno Aoas Vidal          | Brésil              | Défenseur         | 23/02/1983        | 2009            | 10 (0)            | 0    | 2      | 0      |
| Victor Araujo              | Brésil              | Milieu de terrain | 25/06/1991        | 2011-2012       | 8 (0)             | 0    | 0      | 0      |
| Sébastien Aritz            | Belgique            | ?                 | 12/09/1985        | 2004-2005       | 3 (0)             | 0    | 1      | 0      |
| Samuel Asamoah             | Ghana               | Milieu de terrain | 23/03/1994        | 2012-2015       | 105 (0)           | 12   | 17     | 2      |
| Rafail Asbuchanow          | Allemagne           | Attaquant         | 25/01/1989        | 2011-2012       | 2 (0)             | 0    | 0      | 0      |
| José Asensio               | Espagne             | Attaquant         | 27/02/1948        | 1971-1978       | 0 (0)             | 0    | 0      | 0      |
| Willy Aubameyang           | Gabon               | Attaquant         | 16/02/1987        | 2009-2010       | 20 (0)            | 3    | 1      | 0      |
| Roger Aussems              | Belgique            | ?                 | 22/01/1971        | 1988-1996       | 1 (0)             | 0    | 0      | 0      |
| Souleymane Aw              | Sénégal             | Défenseur         | 5/04/1999         | 2017, 2018-...  | 1 (1)             | 0    | 0      | 0      |

## B
| Joueur                               | Nationalité          | Position          | Date de naissance | Période(s)                      | Matches (dont D1) | Buts | Jaunes | Rouges |
| ------------------------------------ | -------------------- | ----------------- | ----------------- | ------------------------------- | ----------------- | ---- | ------ | ------ |
| Stephen Babalola                     | Nigeria              | Milieu de terrain | 18/01/1996        | 2014-2015                       | 28 (0)            | 1    | 4      | 0      |
| Maxime Baijot                        | Belgique             | Défenseur         | 5/10/1984         | 2004-2009                       | 71 (0)            | 3    | 12     | 1      |
| Christopher Baratto                  | Belgique             | ?                 | 4/12/1984         | 2008-2009                       | 19 (0)            | 0    | 1      | 0      |
| Tanguy Barro                         | Burkina Faso         | Attaquant         | 13/09/1982        | 2007-2009                       | 20 (0)            | 0    | 1      | 0      |
| Heinz Bartels                        | Belgique             | ?                 | 8/01/1951         | 1974-1976                       | 0 (0)             | 0    | 0      | 0      |
| Anthony Bassey                       | Nigeria              | Milieu de terrain | 20/07/1994        | 2012-2017                       | 117 (28)          | 13   | 8      | 0      |
| Robert Bastin                        | Belgique             | ?                 | ?                 | 1971-1975                       | 0 (0)             | 0    | 0      | 0      |
| Sofiane Batikhy                      | France               | Défenseur         | 27/01/1986        | 2008-2009                       | 21 (0)            | 0    | 3      | 0      |
| Lionel Batonga Chounga               | Cameroun             | Défenseur         | 17/05/1994        | 2012-2013                       | 3 (0)             | 0    | 0      | 0      |
| Francesco Battaglia                  | Italie               | Défenseur         | 26/04/1985        | 2008-2009                       | 11 (0)            | 0    | 2      | 0      |
| Ghislain Baugniet                    | Belgique             | ?                 | 18/03/1978        | 1995-1996                       | 0 (0)             | 0    | 0      | 0      |
| Jean Baum                            | Belgique             | ?                 | 19/12/1956        | 1980-1987                       | 0 (0)             | 0    | 0      | 0      |
| Hans-Dieter Baumans                  | Allemagne de l'Ouest | Attaquant         | 15/09/1948        | 1977-1978                       | 0 (0)             | 0    | 0      | 0      |
| Johnny Becker                        | Belgique             | Défenseur         | 21/04/1987        | 2005-2007                       | 0 (0)             | 0    | 0      | 0      |
| Fabian Beine                         | Belgique             | Défenseur         | 6/10/1987         | 2007-2008                       | 0 (0)             | 0    | 0      | 0      |
| Kadir Bekmezci                       | Belgique             | Milieu de terrain | 5/07/1985         | 2006                            | 0 (0)             | 0    | 0      | 0      |
| Rachid Belabed                       | Belgique             | ?                 | 20/10/1980        | 2005-2006                       | 15 (0)            | 0    | 3      | 0      |
| Soufiane Benzouien                   | Maroc                | Milieu de terrain | 11/08/1986        | 2009-2010                       | 27 (0)            | 1    | 5      | 1      |
| José Berger                          | Belgique             | ?                 | 20/04/1963        | 1985-1986                       | 0 (0)             | 0    | 0      | 0      |
| Thierry Bernard                      | Belgique             | ?                 | 7/01/1971         | 1997-1998                       | 21 (0)            | 4    | 4      | 1      |
| Da Silva Wanderson Bernardo De Jésus | Belgique             | Attaquant         | 28/06/1987        | 2004-2007                       | 38 (0)            | 5    | 0      | 0      |
| Placido Bernet                       | Belgique             | ?                 | ?                 | 1974-1977                       | 0 (0)             | 0    | 0      | 0      |
| Michaël Berzolla                     | Belgique             | ?                 | 27/09/1974        | 2002-2003                       | 0 (0)             | 0    | 0      | 0      |
| Tarik Bhar                           | Belgique             | Milieu de terrain | 16/07/1991        | 2010-2011                       | 1 (1)             | 0    | 0      | 0      |
| Dello Bianchi                        | Belgique             | ?                 | ?                 | 1970-1972                       | 0 (0)             | 0    | 0      | 0      |
| Sven Biermann                        | Belgique             | Milieu de terrain | 16/02/1993        | 2011-2012                       | 9 (0)             | 2    | 0      | 0      |
| Joseph Biersard                      | Belgique             | Gardien de but    | 29/04/1991        | 2009-2012, 2014-2015, 2016-2017 | 0 (0)             | 0    | 0      | 0      |
| Siebe Blondelle                      | Belgique             | Défenseur         | 20/04/1986        | 2015-...                        | 99 (72)           | 4    | 21     | 3      |
| Vincent Boilley                      | Belgique             | ?                 | ?                 | 2006-2007                       | 0 (0)             | 0    | 0      | 0      |
| Petar Bojović                        | Monténégro           | Défenseur         | 14/06/1984        | 2011-2012                       | 0 (0)             | 0    | 0      | 0      |
| Roger Bollen                         | Belgique             | ?                 | 8/03/1948         | 1974-1975                       | 2 (0)             | 0    | 0      | 0      |
| Patrick Bollue                       | Belgique             | Défenseur         | 20/04/1989        | 2007-2009                       | 5 (0)             | 1    | 0      | 0      |
| Michael Bong                         | Belgique             | ?                 | 23/06/1960        | 1986-1988                       | 0 (0)             | 0    | 0      | 0      |
| Stefan Bongard                       | Allemagne            | Défenseur         | 8/06/1981         | 2001-2009                       | 266 (0)           | 7    | 8      | 0      |
| Fabrice Bosny                        | Belgique             | Défenseur         | 13/10/1971        | 1998-1999                       | 14 (0)            | 1    | 2      | 1      |
| Vincent Bouhy                        | Belgique             | Défenseur         | 1/08/1986         | 2006-2007                       | 1 (0)             | 0    | 0      | 0      |
| Joachim Bourseaux                    | Belgique             | ?                 | 14/04/1983        | 2000-2002                       | 3 (0)             | 0    | 0      | 0      |
| Hamdi Bouslama                       | Belgique             | Attaquant         | 30/01/1987        | 2007                            | 2 (0)             | 0    | 1      | 0      |
| Marc Brijjak                         | Belgique             | ?                 | 10/10/1963        | 1985-1986                       | 0 (0)             | 0    | 0      | 0      |
| Alain Brock                          | Belgique             | ?                 | 20/03/1968        | 1990-1996                       | 0 (0)             | 0    | 0      | 0      |
| Patrice Broeders                     | Belgique             | Défenseur         | 2/09/1953         | 1989-1990                       | 0 (0)             | 0    | 0      | 0      |
| Bertrand Brull                       | Belgique             | ?                 | 13/05/1977        | 1993-1994                       | 0 (0)             | 0    | 0      | 0      |
| Günter Brüll                         | Belgique             | ?                 | ?                 | 1969-1977                       | 0 (0)             | 0    | 0      | 0      |
| Christian Brüls                      | Belgique             | Milieu de terrain | 30/09/1988        | 2005-2008, 2017                 | 81 (16)           | 6    | 8      | 0      |
| Christian Burgers                    | Belgique             | ?                 | 8/08/1945         | 1972-1973                       | 0 (0)             | 0    | 0      | 0      |
| Steve Burlet                         | Belgique             | ?                 | 19/08/1976        | 1997-1999                       | 35 (0)            | 0    | 2      | 0      |
| Rocky Bushiri                        | Belgique             | Défenseur         | 30/11/1999        | 2018-...                        | 0 (0)             | 0    | 0      | 0      |
| Daniel Butz                          | Belgique             | ?                 | 25/05/1957        | 1974-1978, 1989-1993            | 0 (0)             | 1    | 3      | 0      |

## C
| Joueur                   | Nationalité | Position          | Date de naissance | Période(s) | Matches (dont D1) | Buts | Jaunes | Rouges |
| ------------------------ | ----------- | ----------------- | ----------------- | ---------- | ----------------- | ---- | ------ | ------ |
| Pablo Caballero González | Uruguay     | Milieu de terrain | 25/01/1987        | 2010       | 10 (10)           | 0    | 0      | 0      |
| Salvatore Cali           | Belgique    | ?                 | 2/04/1979         | 2001-2003  | 54 (0)            | 0    | 10     | 0      |
| Semih Calli              | Belgique    | Attaquant         | 19/09/1978        | 2001-2002  | 25 (0)            | 16   | 2      | 0      |
| Ibrahima Sory Camara     | Guinée      | Défenseur         | 1/01/1985         | 2010-2011  | 9 (9)             | 0    | 1      | 1      |
| Vincenzo Candela         | Colombie    | Milieu de terrain | 28/09/1994        | 2014-2015  | 0 (0)             | 0    | 0      | 0      |
| Jordan Cappa             | Belgique    | ?                 | 27/10/1989        | 2009-2010  | 0 (0)             | 0    | 0      | 0      |
| Andy Carpels             | Belgique    | ?                 | 9/03/1978         | 1996-1997  | 1 (0)             | 0    | 0      | 0      |
| José María Cases         | Espagne     | Milieu de terrain | 23/11/1986        | 2015-2017  | 58 (23)           | 8    | 8      | 1      |
| Philippe Caserini        | Belgique    | ?                 | 16/06/1969        | 1997-2001  | 109 (0)           | 7    | 28     | 2      |
| Franco Castiglione       | Belgique    | ?                 | 21/09/1970        | 1997-1998  | 6 (0)             | 0    | 0      | 0      |
| Alessio Castro-Montes    | Belgique    | Milieu de terrain | 17/05/1997        | 2017-...   | 15 (14)           | 0    | 0      | 0      |
| Célio Junior             | Belgique    | ?                 | 30/07/1986        | 2008-2009  | 1 (0)             | 0    | 0      | 0      |
| Gilles Cézar             | Belgique    | Défenseur         | 18/05/1988        | 2006-2009  | 37 (0)            | 1    | 4      | 0      |
| Arnaud Chareton          | Belgique    | Défenseur         | 1/03/1988         | 2006-2009  | 28 (0)            | 2    | 2      | 0      |
| Florian Chareton         | Belgique    | ?                 | 7/03/1984         | 2003-2005  | 13 (0)            | 0    | 2      | 0      |
| Cédric Chauveheid        | Belgique    | ?                 | 28/06/1980        | 1998-2000  | 9 (0)             | 3    | 0      | 0      |
| Marc Chauveheid          | Belgique    | Attaquant         | 26/01/1978        | 1996-2005  | 252 (0)           | 90   | 9      | 1      |
| Pablo Chavarría          | Argentine   | Attaquant         | 2/01/1988         | 2010-2011  | 5 (5)             | 1    | 0      | 0      |
| Slim Cherif              | Belgique    | ?                 | 22/01/1984        | 2003-2004  | 1 (0)             | 0    | 0      | 0      |
| Amick Ciani              | France      | Attaquant         | 1/12/1982         | 2011-2012  | 30 (0)            | 2    | 4      | 1      |
| Benoit Closset           | Belgique    | ?                 | 2/04/1984         | 2006       | 3 (0)             | 0    | 0      | 0      |
| Gilles Colin             | Belgique    | Défenseur         | 6/09/1984         | 2005-2011  | 106 (0)           | 17   | 12     | 0      |
| Jérôme Colinet           | Belgique    | Milieu de terrain | 26/04/1983        | 2008-2011  | 63 (6)            | 3    | 11     | 0      |
| Maxime Colson            | Belgique    | Gardien de but    | 23/04/1987        | 2005-2006  | 0 (0)             | 0    | 0      | 0      |
| Jason Conrad             | Belgique    | Attaquant         | 3/01/1990         | 2009-2010  | 0 (0)             | 0    | 0      | 0      |
| Yves Cornet              | Belgique    | ?                 | 23/02/1964        | 1991-1993  | 0 (0)             | 0    | 0      | 0      |
| Alex Costas Dos Santos   | Brésil      | Défenseur         | 29/01/1989        | 2009-2011  | 46 (20)           | 1    | 17     | 1      |
| Sotiros Costoulas        | Grèce       | Défenseur         | 23/11/1974        | 2005-2007  | 58 (0)            | 2    | 6      | 0      |
| Mohammed Courail         | Belgique    | ?                 | 6/11/1966         | 1995-2004  | 156 (0)           | 11   | 21     | 0      |
| Christian Couturier      | Belgique    | Gardien de but    | 20/08/1969        | 1993-2005  | 300 (0)           | 0    | 4      | 2      |
| René Couvreur            | Belgique    | ?                 | 22/03/1973        | 1995-1997  | 47 (0)            | 0    | 6      | 0      |
| Luciano Crapa            | Belgique    | Milieu de terrain | 10/01/1974        | 1996-1998  | 24 (0)            | 1    | 3      | 0      |
| Michaël Croe             | Belgique    | ?                 | 10/12/1971        | 1989-1995  | 2 (0)             | 0    | 0      | 0      |
| Fabio Crucil             | Belgique    | Défenseur         | 29/10/1974        | 2000-2001  | 16 (0)            | 0    | 3      | 1      |
| Nico Curto               | Belgique    | Milieu de terrain | 24/01/1974        | 2002-2004  | 35 (0)            | 1    | 2      | 0      |
| Víctor Curto             | Espagne     | Attaquant         | 17/06/1982        | 2014-2015  | 55 (0)            | 26   | 5      | 1      |

## D
| Joueur                 | Nationalité | Position          | Date de naissance | Période(s)           | Matches (dont D1) | Buts | Jaunes | Rouges |
| ---------------------- | ----------- | ----------------- | ----------------- | -------------------- | ----------------- | ---- | ------ | ------ |
| Thierry Daene          | Belgique    | ?                 | 17/08/1966        | 1986-1987            | 0 (0)             | 10   | 0      | 0      |
| Jean-François D'Affnay | Belgique    | ?                 | 3/03/1979         | 1997-2001            | 71 (0)            | 2    | 4      | 1      |
| Mourad Dahlal          | Belgique    | ?                 | 2/11/1965         | 1994-1995            | 0 (0)             | 0    | 0      | 0      |
| Mohamed Dahmane        | Algérie     | Attaquant         | 9/04/1982         | 2010-2011            | 4 (4)             | 0    | 0      | 1      |
| François Darimont      | Belgique    | ?                 | 27/07/1979        | 1997-1999            | 8 (0)             | 0    | 0      | 0      |
| Jean-François Davin    | Belgique    | Milieu de terrain | 5/08/1986         | 2005-2006            | 0 (0)             | 0    | 0      | 0      |
| Kevin Debaty           | Belgique    | Gardien de but    | 12/06/1989        | 2007-2011            | 17 (0)            | 0    | 0      | 0      |
| Roméo Debefve          | Belgique    | Défenseur         | 14/09/1992        | 2011-2013            | 58 (0)            | 6    | 3      | 2      |
| Guy Deberg             | Belgique    | ?                 | ?                 | 1974-1977            | 0 (0)             | 0    | 0      | 0      |
| Théo Degueldre         | Belgique    | ?                 | 5/05/1950         | 1974-1975            | 0 (0)             | 0    | 0      | 0      |
| David Dellicour        | Belgique    | ?                 | 19/11/1977        | 2001-2003            | 42 (0)            | 7    | 1      | 0      |
| Marc Delporte          | Belgique    | ?                 | 5/12/1967         | 1994-1998            | 66 (0)            | 1    | 7      | 2      |
| Fabrice Delvaux        | Belgique    | ?                 | 4/03/1973         | 1993-1994, 1995-1997 | 49 (0)            | 1    | 10     | 4      |
| Claude Demarteau       | Belgique    | ?                 | 24/04/1947        | 1970-1971            | 0 (0)             | 0    | 0      | 0      |
| François Demarteau     | Belgique    | ?                 | 18/01/1938        | 1971-1972            | 0 (0)             | 0    | 0      | 0      |
| Raphaël Demarteau      | Belgique    | ?                 | 13/11/1980        | 1999-2001            | 43 (0)            | 8    | 1      | 0      |
| Robin Demarteau        | Belgique    | ?                 | 16/04/1975        | 1995-1997            | 46 (0)            | 3    | 8      | 1      |
| Robin Dengis           | Belgique    | Défenseur         | 5/01/1993         | 2011-2013            | 2 (0)             | 0    | 0      | 0      |
| Guy Denis              | Belgique    | Attaquant         | 12/04/1949        | 1975-1977            | 0 (0)             | 0    | 0      | 0      |
| Nicolas Desenclos      | France      | Défenseur         | 11/02/1989        | 2009-2011            | 5 (0)             | 0    | 1      | 0      |
| Jessy Dessouroux       | Belgique    | ?                 | 6/01/1988         | 2008-2009            | 1 (0)             | 0    | 0      | 0      |
| Jonas Deumeland        | Allemagne   | Gardien de but    | 9/02/1988         | 2011-2014            | 96 (0)            | 0    | 7      | 1      |
| Diawandou Diagne       | Sénégal     | Milieu de terrain | 28/07/1994        | 2012-2014, 2015-...  | 153 (64)          | 3    | 13     | 1      |
| Pape Moussa Diakhatè   | Sénégal     | Milieu de terrain | 22/04/1989        | 2009-2013            | 26 (12)           | 1    | 9      | 0      |
| Alassane Diallo        | Mali        | Milieu de terrain | 19/02/1995        | 2013–2014            | 37 (0)            | 3    | 3      | 1      |
| Ibrahim Diallo         | Mali        | Défenseur         | 12/08/1996        | 2014, 2016-...       | 54 (31)           | 1    | 16     | 2      |
| Moussa Diallo          | Sénégal     | Attaquant         | 20/11/1990        | 2017-...             | 13 (12)           | 0    | 1      | 0      |
| Remco Didderen         | Belgique    | ?                 | 4/01/1969         | 1999-2000            | 9 (0)             | 2    | 1      | 0      |
| Ibrahima Diédhiou      | Sénégal     | Défenseur         | 9/10/1994         | 2012–2018            | 20 (1)            | 0    | 3      | 2      |
| Marcus Diniz           | Brésil      | Défenseur         | 1/08/1987         | 2010-2011            | 5 (5)             | 0    | 0      | 2      |
| Mamadou Diop           | Sénégal     | Attaquant         | 1/02/1984         | 2006-2007            | 6 (0)             | 1    | 1      | 1      |
| Vincent Dirix          | Belgique    | ?                 | 1/10/1963         | 1985-1991, 1994-1995 | 0 (0)             | 0    | 0      | 0      |
| Igor Djuric            | Suisse      | Défenseur         | 30/08/1988        | 2009                 | 0 (0)             | 0    | 0      | 0      |
| Denis Dobbelstein      | Belgique    | ?                 | 19/04/1966        | 1986-1988            | 0 (0)             | 0    | 0      | 0      |
| Damien Dohogne         | Belgique    | ?                 | 6/10/1969         | 1989-1998            | 52 (0)            | 4    | 2      | 0      |
| Raphaël Dohogne        | Belgique    | ?                 | 22/03/1974        | 1993-1997            | 42 (0)            | 5    | 1      | 0      |
| Jean-Luc Dompé         | France      | Attaquant         | 12/08/1995        | 2017                 | 3 (2)             | 0    | 0      | 0      |
| Nicolas Doneux         | Belgique    | Défenseur         | 1/06/1992         | 2011-2012            | 2 (0)             | 0    | 0      | 0      |
| Ahmed Doozandeh        | Qatar       | Milieu de terrain | 20/10/1995        | 2014-2016            | 13 (0)            | 0    | 1      | 0      |
| Philippe Dormann       | Belgique    | ?                 | 15/12/1966        | 1988-1992            | 0 (0)             | 0    | 0      | 0      |
| Jonathan D'Ostilio     | Belgique    | Défenseur         | 24/02/1994        | 2013-2016            | 65 (0)            | 1    | 8      | 0      |
| Ralph Drèze            | Belgique    | ?                 | 25/07/1956        | 1976-1977            | 0 (0)             | 0    | 0      | 0      |
| Jean-Paul Dubois       | Belgique    | ?                 | ?                 | 1973-1974            | 0 (0)             | 0    | 0      | 0      |
| Guy Dufour             | Belgique    | Milieu de terrain | 14/03/1987        | 2014-2017            | 77 (12)           | 6    | 6      | 1      |
| Nedzad Duracak         | Belgique    | ?                 | 2/10/1966         | 1995-1996            | 17 (0)            | 1    | 2      | 0      |
| Grégory Durka          | Belgique    | ?                 | 24/11/1977        | 1998-1999            | 2 (0)             | 0    | 0      | 0      |
| Sébastien Duthoo       | Belgique    | Milieu de terrain | 15/07/1983        | 2003-2005            | 4 (0)             | 0    | 1      | 0      |

## E
| Joueur            | Nationalité            | Position          | Date de naissance | Période(s) | Matches (dont D1) | Buts | Jaunes | Rouges |
| ----------------- | ---------------------- | ----------------- | ----------------- | ---------- | ----------------- | ---- | ------ | ------ |
| Rafael Egyptien   | Belgique               | ?                 | 7/06/1960         | 1980-1981  | 0 (0)             | 0    | 0      | 0      |
| Najib El Abbadi   | Belgique               | Attaquant         | 7/03/1981         | 2006-2007  | 24 (0)            | 10   | 1      | 0      |
| Ayoub El Harrak   | Belgique               | Milieu de terrain | 28/01/1999        | 2018-...   | 1 (1)             | 0    | 0      | 0      |
| Didier Ernst      | Belgique               | Milieu de terrain | 15/09/1971        | 2004-2005  | 31 (0)            | 4    | 6      | 0      |
| Erich Ertz        | Belgique               | ?                 | 2/09/1969         | 1990-1992  | 0 (0)             | 0    | 0      | 0      |
| José Espinal      | République dominicaine | Attaquant         | 14/11/1982        | 2010-2012  | 42 (15)           | 5    | 7      | 1      |
| Samuel Essende    | France                 | Attaquant         | 30/01/1998        | 2018-...   | 0 (0)             | 0    | 0      | 0      |
| Frank Esser       | Belgique               | ?                 | 12/10/1958        | 1976-1977  | 0 (0)             | 0    | 0      | 0      |
| Carlo Evertz      | Belgique               | Milieu de terrain | 1/08/1990         | 2008-2010  | 27 (0)            | 2    | 1      | 0      |
| Ferdi Evertz      | Belgique               | ?                 | 6/04/1961         | 1981-1986  | 0 (0)             | 8    | 2      | 0      |
| Manel Expósito    | Espagne                | Attaquant         | 29/11/1981        | 2013-2015  | 24 (0)            | 2    | 1      | 0      |
| Jean-Guy Eyckmans | Belgique               | ?                 | 26/05/1962        | 1981-1985  | 0 (0)             | 1    | 1      | 0      |

## F
| Joueur                 | Nationalité | Position          | Date de naissance | Période(s) | Matches (dont D1) | Buts | Jaunes | Rouges |
| ---------------------- | ----------- | ----------------- | ----------------- | ---------- | ----------------- | ---- | ------ | ------ |
| Antoine Fagot          | Belgique    | ?                 | 24/07/1956        | 1990-1991  | 0 (0)             | 0    | 0      | 0      |
| Jérémy Falcione        | Belgique    | ?                 | 9/09/1988         | 2007-2008  | 15 (0)            | 4    | 2      | 0      |
| Mamadou Fall           | Sénégal     | Milieu de terrain | 31/12/1991        | 2018-...   | 0 (0)             | 0    | 0      | 0      |
| Rachid Farssi          | Belgique    | Défenseur         | 15/01/1985        | 2005-2007  | 65 (0)            | 9    | 9      | 0      |
| Georges Fatzaun        | Belgique    | ?                 | 7/04/1961         | 1980-1983  | 0 (0)             | 0    | 0      | 0      |
| John Felagha           | Nigeria     | Gardien de but    | 27/03/1979        | 2012-2013  | 2 (0)             | 0    | 0      | 0      |
| Christian Fellin       | Belgique    | ?                 | 2/01/1957         | 1978-1979  | 0 (0)             | 0    | 0      | 0      |
| Alfonso Fernandez Leal | Belgique    | Milieu de terrain | 20/04/1963        | 1994-1996  | 23 (0)            | 4    | 6      | 3      |
| Fabian Fevry           | Belgique    | Attaquant         | 7/03/1975         | 1995-1997  | 40 (0)            | 15   | 5      | 4      |
| Hassan Fidan           | Turquie     | Attaquant         | 10/11/1987        | 2011-2012  | 2 (0)             | 0    | 0      | 1      |
| Thomas Finck           | Belgique    | Gardien de but    | 25/02/1992        | 2009-2010  | 0 (0)             | 0    | 0      | 0      |
| Geoffrey Foguenne      | Belgique    | ?                 | 7/05/1974         | 1994-1996  | 17 (0)            | 0    | 6      | 0      |
| Robert Foguenne        | Belgique    | ?                 | ?                 | 1970-1971  | 0 (0)             | 0    | 0      | 0      |
| Hubert Forster         | Belgique    | ?                 | ?                 | 1972-1974  | 0 (0)             | 0    | 0      | 0      |
| Quentin Forthomme      | Belgique    | Attaquant         | 1/04/1985         | 2004-2005  | 0 (0)             | 0    | 0      | 0      |
| Arnaud Fransquet       | Belgique    | Gardien de but    | 15/10/1981        | 2006-2007  | 6 (0)             | 0    | 0      | 0      |

## G
| Joueur                | Nationalité          | Position          | Date de naissance | Période(s) | Matches (dont D1) | Buts | Jaunes | Rouges |
| --------------------- | -------------------- | ----------------- | ----------------- | ---------- | ----------------- | ---- | ------ | ------ |
| Roland Geurts         | Belgique             | Attaquant         | 1/08/1969         | 1989-1990  | 60 (15)           | 41   | 1      | 0      |
| Luis García Fernández | Espagne              | Milieu de terrain | 6/02/1981         | 2014-...   | 149 (69)          | 28   | 32     | 2      |
| Philippe Garot        | Belgique             | Attaquant         | 30/11/1948        | 1971-1972  | 0 (0)             | 14   | 0      | 0      |
| Marcin Gdowski        | Belgique             | Attaquant         | 25/05/1979        | 1998-2005  | 175 (0)           | 54   | 13     | 2      |
| Rainer Gebauer        | Allemagne de l'Ouest | Attaquant         | 24/08/1951        | 1973-1974  | 0 (0)             | 23   | 0      | 0      |
| Terrence Genaux       | Belgique             | Défenseur         | 4/07/1983         | 2007-2008  | 6 (0)             | 0    | 1      | 0      |
| Odeni George          | Nigeria              | Milieu de terrain | 18/05/1995        | 2013-2018  | 66 (16)           | 0    | 7      | 1      |
| Benoît Georis         | Belgique             | ?                 | 22/06/1966        | 1985-1996  | 32 (0)            | 3    | 1      | 2      |
| Gert Geraerts         | Belgique             | ?                 | 12/01/1982        | 2005-2007  | 54 (0)            | 4    | 10     | 0      |
| Lucas Geurde          | Belgique             | Milieu de terrain | 18/08/1999        | 2017-...   | 0 (0)             | 0    | 0      | 0      |
| Stéphane Ghislain     | Belgique             | Défenseur         | 24/11/1984        | 2004-2005  | 4 (0)             | 1    | 0      | 0      |
| Guillaume Gillet      | Belgique             | Milieu de terrain | 9/03/1984         | 2005-2006  | 32 (0)            | 16   | 3      | 0      |
| Bernard Gilson        | Belgique             | ?                 | 2/05/1959         | 1978-1980  | 0 (0)             | 0    | 0      | 0      |
| Silas Gnaka           | Côte d'Ivoire        | Défenseur         | 18/12/1998        | 2017-...   | 16 (15)           | 0    | 2      | 1      |
| Marcus Gobbels        | Belgique             | ?                 | 8/09/1985         | 2004-2005  | 0 (0)             | 0    | 0      | 0      |
| Michaël Gobbels       | Belgique             | ?                 | 4/10/1976         | 1993-1997  | 3 (0)             | 0    | 0      | 0      |
| Valentin Goffin       | Belgique             | Défenseur         | 14/08/1986        | 2011-2013  | 24 (0)            | 5    | 4      | 1      |
| David Goldstein       | Belgique             | ?                 | 14/01/1975        | 1996-1998  | 6 (0)             | 0    | 0      | 1      |
| Michaël Goossens      | Belgique             | Attaquant         | 30/11/1973        | 2005-2006  | 16 (0)            | 2    | 0      | 0      |
| Helmut Graf           | Allemagne de l'Ouest | Milieu de terrain | 11/12/1946        | 1971-1974  | 0 (0)             | 11   | 0      | 0      |
| Stéphane Gudelj       | Belgique             | ?                 | 25/02/1964        | 1991-1992  | 0 (0)             | 0    | 0      | 0      |
| Ahmet Gursever        | Belgique             | Milieu de terrain | 27/01/1983        | 2008-2009  | 20 (0)            | 0    | 3      | 0      |

## H
| Joueur             | Nationalité          | Position          | Date de naissance | Période(s) | Matches (dont D1) | Buts | Jaunes | Rouges |
| ------------------ | -------------------- | ----------------- | ----------------- | ---------- | ----------------- | ---- | ------ | ------ |
| Thierry Habets     | Belgique             | Milieu de terrain | 30/07/1971        | 2002-2004  | 47 (0)            | 12   | 11     | 0      |
| Peter Hackenberg   | Allemagne            | Défenseur         | 6/02/1989         | 2016-2017  | 38 (23)           | 1    | 5      | 0      |
| Wolfgang Hamelmann | Belgique             | ?                 | 23/02/1969        | 1996-1997  | 11 (0)            | 1    | 2      | 0      |
| Abdelkarim Hassan  | Qatar                | Défenseur         | 28/08/1993        | 2017       | 11 (10)           | 1    | 4      | 0      |
| Yousef Hassan      | Qatar                | Gardien de but    | 24/05/1996        | 2016       | 0 (0)             | 0    | 0      | 0      |
| Alfred Heeren      | Belgique             | ?                 | 4/03/1947         | 1976-1980  | 0 (0)             | 0    | 0      | 0      |
| Horst Heese        | Allemagne de l'Ouest | Attaquant         | 31/12/1943        | 1974-1975  | 0 (0)             | 0    | 0      | 0      |
| Lars Heese         | Belgique             | ?                 | 17/02/1966        | 1986-1993  | 0 (0)             | 0    | 0      | 0      |
| Nils Heese         | Allemagne            | Gardien de but    | 16/02/1972        | 1991-1995  | 0 (0)             | 0    | 0      | 0      |
| Horst Heider       | Allemagne de l'Ouest | Milieu de terrain | 11/10/1939        | 1969-1972  | 0 (0)             | 0    | 0      | 0      |
| Nicolas Heinen     | Belgique             | ?                 | 19/09/1981        | 2003-2004  | 10 (0)            | 0    | 1      | 0      |
| Andreas Helmel     | Belgique             | ?                 | 20/07/1966        | 1990-1997  | 48 (0)            | 35   | 3      | 0      |
| Marc Hendrikx      | Belgique             | Milieu de terrain | 2/07/1974         | 2009-2011  | 50 (21)           | 2    | 2      | 0      |
| Guy Henrard        | Belgique             | ?                 | 5/05/1962         | 1993-1994  | 18 (0)            | 0    | 0      | 0      |
| Bertrand Hermans   | Belgique             | ?                 | 25/02/1984        | 2003-2004  | 1 (0)             | 0    | 0      | 0      |
| Eric Heuse         | Belgique             | ?                 | 17/05/1977        | 1999-2001  | 17 (0)            | 1    | 2      | 0      |
| Michaël Hiligsmann | Belgique             | Milieu de terrain | 18/08/1981        | 2001-2005  | 110 (0)           | 8    | 10     | 1      |
| Yacine Hima        | Algérie              | Milieu de terrain | 25/03/1984        | 2010-2011  | 5 (5)             | 0    | 0      | 0      |
| Alain Houben       | Belgique             | ?                 | 3/01/1967         | 1986-1988  | 0 (0)             | 0    | 0      | 0      |
| Jean-Marie Houben  | Belgique             | Défenseur         | 24/11/1966        | 1998-2000  | 47 (0)            | 2    | 4      | 0      |

## I
| Joueur             | Nationalité | Position  | Date de naissance | Période(s) | Matches (dont D1) | Buts | Jaunes | Rouges |
| ------------------ | ----------- | --------- | ----------------- | ---------- | ----------------- | ---- | ------ | ------ |
| Alessandro Iandoli | Italie      | Défenseur | 29/04/1984        | 2009-2011  | 60 (28)           | 0    | 9      | 0      |
| Hiroshi Ibusuki    | Japon       | Attaquant | 27/02/1991        | 2012-2013  | 26 (0)            | 11   | 2      | 0      |
| Marco Ingrao       | Belgique    | Défenseur | 28/07/1982        | 2012       | 0 (0)             | 0    | 0      | 0      |
| Jacky Ista         | Belgique    | ?         | 11/10/1966        | 1991-1992  | 0 (0)             | 0    | 0      | 0      |

## J
| Joueur             | Nationalité | Position          | Date de naissance | Période(s)           | Matches (dont D1) | Buts | Jaunes | Rouges |
| ------------------ | ----------- | ----------------- | ----------------- | -------------------- | ----------------- | ---- | ------ | ------ |
| Philippe Jacquemin | Belgique    | Gardien de but    | 23/01/1976        | 1997-1999, 2005-2006 | 27 (0)            | 0    | 3      | 1      |
| Abderrazzak Jadid  | Maroc       | Milieu de terrain | 1/06/1983         | 2010-2011            | 24 (24)           | 4    | 8      | 0      |
| Werner Jahr        | Belgique    | ?                 | 26/01/1964        | 1989-1990            | 0 (0)             | 0    | 0      | 0      |
| Bernd Jerroweck    | Belgique    | ?                 | ?                 | 1973-1975            | 0 (0)             | 0    | 0      | 0      |
| Marshal Johnson    | Nigeria     | Milieu de terrain | 12/02/1989        | 2010-2011            | 0 (0)             | 0    | 0      | 0      |
| Pascal Jost        | Belgique    | Défenseur         | 7/01/1982         | 2001-2005            | 113 (0)           | 1    | 6      | 0      |
| Eugène Jourdain    | Belgique    | ?                 | 20/08/1963        | 1989-1990            | 0 (0)             | 0    | 0      | 0      |
| Reinhard Jung      | Autriche    | ?                 | ?                 | 1971-1972            | 0 (0)             | 0    | 0      | 0      |
| Gunther Jungbluth  | Belgique    | ?                 | 14/11/1959        | 1980-1986            | 0 (0)             | 0    | 0      | 0      |

## K
| Joueur                | Nationalité          | Position          | Date de naissance | Période(s)           | Matches (dont D1) | Buts | Jaunes | Rouges |
| --------------------- | -------------------- | ----------------- | ----------------- | -------------------- | ----------------- | ---- | ------ | ------ |
| Edouard Kabamba Wenze | Belgique             | Attaquant         | 24/01/1987        | 2009-2010            | 1 (0)             | 0    | 0      | 0      |
| Christian Kabasele    | Belgique             | Défenseur         | 24/02/1991        | 2008-2010, 2012-2014 | 67 (3)            | 6    | 8      | 1      |
| Christoph Kaesler     | Allemagne            | Défenseur         | 12/04/1988        | 2011-2012            | 3 (0)             | 0    | 0      | 0      |
| Gregory Kaiser        | Belgique             | ?                 | 2/11/1973         | 1993-1995            | 0 (0)             | 0    | 0      | 0      |
| Ulrich Kallius        | Allemagne de l'Ouest | Attaquant         | 4/10/1945         | 1972-1973            | 0 (0)             | 0    | 0      | 0      |
| Thomas Kalscheuer     | Allemagne            | Attaquant         | 23/03/1979        | 1999-2000            | 11 (0)            | 1    | 0      | 0      |
| Karim Kamanzi         | Rwanda               | Attaquant         | 18/01/1980        | 2000-2001            | 19 (0)            | 1    | 0      | 0      |
| Said Karani           | Belgique             | ?                 | 16/04/1980        | 2002-2003            | 27 (0)            | 0    | 5      | 1      |
| Djaïd Kasri           | France               | Milieu de terrain | 27/02/1987        | 2012-2014            | 16 (0)            | 0    | 1      | 1      |
| Cheick Keita          | Mali                 | Défenseur         | 16/04/1996        | 2018-...             | 0 (0)             | 0    | 0      | 0      |
| Mark Keller           | Belgique             | Attaquant         | 11/04/1980        | 2003-2009            | 163 (0)           | 40   | 22     | 0      |
| Raoul Kenne           | Cameroun             | Défenseur         | 25/03/1994        | 2012-2017            | 126 (1)           | 5    | 18     | 1      |
| Peter Keutgen         | Belgique             | ?                 | ?                 | 1969-1982, 1983-1984 | 0 (0)             | 0    | 0      | 0      |
| Kevin Kis             | Belgique             | Défenseur         | 26/09/1990        | 2011-2013            | 62 (0)            | 2    | 10     | 1      |
| Manuel Klauser        | Belgique             | Milieu de terrain | 3/08/1987         | 2005-2006            | 2 (0)             | 0    | 0      | 0      |
| Eric Klein            | Belgique             | ?                 | ?                 | 1986-1987            | 0 (0)             | 0    | 0      | 0      |
| Gerrit Klein          | Belgique             | ?                 | ?                 | 1970-1972            | 0 (0)             | 0    | 0      | 0      |
| Philippe Klever       | Belgique             | ?                 | 27/12/1969        | 1990-1992            | 0 (0)             | 0    | 0      | 0      |
| Michaël Klutgens      | Belgique             | ?                 | 23/03/1973        | 1991-1993            | 0 (0)             | 0    | 0      | 0      |
| Sigfried Kluth        | Belgique             | ?                 | 20/11/1964        | 1989-1990            | 0 (0)             | 0    | 0      | 0      |
| Robert Knippert       | Belgique             | ?                 | 26/05/1963        | 1983-1991            | 0 (0)             | 3    | 2      | 0      |
| Gunter Knops          | Belgique             | ?                 | 7/12/1959         | 1990-1991            | 0 (0)             | 0    | 0      | 0      |
| Fazlı Kocabaş         | Belgique             | Défenseur         | 1/01/1990         | 2009-2013            | 101 (11)          | 1    | 10     | 2      |
| Alexander Kockartz    | Belgique             | ?                 | 6/07/1972         | 1990-1996            | 32 (0)            | 0    | 2      | 0      |
| Mamadou Koné          | Côte d'Ivoire        | Attaquant         | 25/12/1991        | 2018                 | 15 (15)           | 5    | 1      | 1      |
| Benoit Koop           | Belgique             | ?                 | 9/10/1976         | 1993-1997            | 3 (0)             | 0    | 0      | 0      |
| Marcel Korner         | Tchécoslovaquie      | ?                 | 10/11/1967        | 1996-1997            | 22 (0)            | 4    | 0      | 0      |
| Bruno Krings          | Belgique             | ?                 | 28/06/1971        | 1992-1997            | 21 (0)            | 0    | 2      | 1      |
| Thomas Krisp          | Allemagne            | Défenseur         | 25/09/1961        | 1997-1999            | 28 (0)            | 2    | 6      | 0      |
| Rolf Kucharski        | Allemagne de l'Ouest | Attaquant         | 19/04/1948        | 1981-1982            | 0 (0)             | 0    | 0      | 0      |

## L
| Joueur                | Nationalité   | Position          | Date de naissance | Période(s) | Matches (dont D1) | Buts | Jaunes | Rouges |
| --------------------- | ------------- | ----------------- | ----------------- | ---------- | ----------------- | ---- | ------ | ------ |
| Michaël Laberger      | Belgique      | ?                 | 7/02/1967         | 1995-1996  | 1 (0)             | 0    | 0      | 0      |
| Ralph Laberger        | Belgique      | ?                 | 26/08/1965        | 1983-1991  | 0 (0)             | 1    | 0      | 0      |
| Jean-Pierre Lalieux   | Belgique      | ?                 | 13/10/1953        | 1969-1970  | 0 (0)             | 0    | 0      | 0      |
| Michaël Lallemand     | Belgique      | Attaquant         | 2/11/1993         | 2011-2015  | 132 (0)           | 30   | 5      | 0      |
| Boris Lambert         | Belgique      | Milieu de terrain | 10/04/2000        | 2018-...   | 0 (0)             | 0    | 0      | 0      |
| Christoph Lambertz    | Allemagne     | Milieu de terrain | 5/02/1988         | 2008       | 0 (0)             | 0    | 0      | 0      |
| Gerd Lambertz         | Belgique      | ?                 | 6/12/1975         | 1996-1999  | 55 (0)            | 1    | 1      | 1      |
| Senam Langueh         | Togo          | Défenseur         | 23/02/1979        | 2008-2009  | 11 (0)            | 0    | 3      | 0      |
| Maurice Larock        | Belgique      | Milieu de terrain | 20/04/1988        | 2006-2008  | 0 (0)             | 0    | 0      | 0      |
| Mégan Laurent         | Belgique      | Milieu de terrain | 24/03/1992        | 2018-...   | 0 (0)             | 0    | 0      | 0      |
| Jean Thierry Lazare   | Côte d'Ivoire | Milieu de terrain | 7/03/1998         | 2016-...   | 62 (56)           | 2    | 8      | 0      |
| Flavien Le Postollec  | France        | Milieu de terrain | 19/02/1984        | 2011-2012  | 33 (0)            | 3    | 8      | 0      |
| Frédéric Lebe         | Belgique      | Milieu de terrain | 10/06/1980        | 2006-2009  | 83 (0)            | 5    | 4      | 0      |
| Roger Leclerc         | Belgique      | ?                 | 2/01/1964         | 1989-1992  | 0 (0)             | 0    | 0      | 0      |
| Guillaume Legros      | Belgique      | Attaquant         | 8/11/1982         | 2001-2004  | 27 (0)            | 0    | 2      | 0      |
| Jean-Sébastien Legros | Belgique      | Milieu de terrain | 16/02/1981        | 2001-2003  | 22 (0)            | 0    | 2      | 0      |
| Marc Lejeune          | Belgique      | ?                 | 16/02/1968        | 1986-1987  | 0 (0)             | 0    | 0      | 0      |
| Philippe Lemaire      | Belgique      | ?                 | 27/10/1960        | 1981-1986  | 0 (0)             | 0    | 2      | 1      |
| Philippe Lenglois     | Belgique      | Défenseur         | 16/08/1972        | 2003-2004  | 5 (0)             | 0    | 0      | 0      |
| Vincent Lennaerts     | Belgique      | ?                 | 21/04/1970        | 1995-1997  | 9 (0)             | 0    | 0      | 0      |
| Roger Lennertz        | Belgique      | ?                 | 5/06/1958         | 1976-1981  | 0 (0)             | 0    | 0      | 0      |
| Matthias Lepiller     | France        | Milieu de terrain | 12/06/1988        | 2008-2011  | 64 (23)           | 16   | 12     | 1      |
| Mbaye Leye            | Sénégal       | Attaquant         | 1/12/1982         | 2017-2018  | 28 (26)           | 10   | 5      | 1      |
| Manfred Linden        | Belgique      | ?                 | 13/02/1969        | 1988-1996  | 1 (0)             | 0    | 0      | 0      |
| Alain Linsmeau        | Belgique      | ?                 | 23/12/1958        | 1981-1982  | 0 (0)             | 0    | 0      | 0      |
| Wenzel Liwerski       | Belgique      | Gardien de but    | 12/07/1952        | 1974-1977  | 0 (0)             | 0    | 0      | 0      |
| Marco Lochen          | Allemagne     | Attaquant         | 16/08/1975        | 1999-2000  | 22 (0)            | 6    | 2      | 0      |
| Jordan Lotiès         | France        | Défenseur         | 5/08/1984         | 2017-...   | 34 (33)           | 2    | 9      | 0      |
| Bernard Lucas         | Belgique      | ?                 | 30/11/1969        | 1989-1995  | 0 (0)             | 0    | 0      | 0      |
| Bjorn Lumey           | Belgique      | ?                 | 16/04/1978        | 1999-2002  | 28 (0)            | 0    | 3      | 0      |
| Gert Lux              | Belgique      | ?                 | 29/09/1969        | 1993-1996  | 20 (0)            | 0    | 1      | 0      |

## M
| Joueur               | Nationalité                      | Position          | Date de naissance | Période(s)           | Matches (dont D1) | Buts | Jaunes | Rouges |
| -------------------- | -------------------------------- | ----------------- | ----------------- | -------------------- | ----------------- | ---- | ------ | ------ |
| Ibrahim Maaroufi     | Maroc                            | Milieu de terrain | 18/01/1989        | 2010-2011            | 1 (1)             | 0    | 0      | 0      |
| Jean-Marc Madej      | Belgique                         | ?                 | 20/07/1966        | 1990-1998            | 109 (0)           | 15   | 9      | 1      |
| Assim Madibo         | Qatar                            | Milieu de terrain | 22/10/1996        | 2017                 | 0 (0)             | 0    | 0      | 0      |
| Jean-Marie Maillard  | Belgique                         | ?                 | 9/12/1952         | 1975-1978            | 0 (0)             | 0    | 0      | 0      |
| Reinhard Majgi       | Belgique                         | ?                 | 4/12/1949         | 1974-1975            | 0 (0)             | 0    | 0      | 0      |
| Nicolas Manconi      | Belgique                         | ?                 | 25/09/1982        | 2000-2001            | 14 (0)            | 0    | 1      | 1      |
| Guerry Maréchal      | Belgique                         | Attaquant         | 24/11/1979        | 2002-2006            | 125 (0)           | 26   | 5      | 0      |
| Michel Maréchal      | Belgique                         | ?                 | 2/03/1957         | 1976-1977            | 0 (0)             | 0    | 0      | 0      |
| Robert Maréchal      | Belgique                         | ?                 | 13/08/1952        | 1980-1981            | 0 (0)             | 0    | 0      | 0      |
| Mijat Marić          | Suisse                           | Milieu de terrain | 30/04/1984        | 2008-2010            | 43 (0)            | 7    | 10     | 1      |
| Philippe Marlet      | Belgique                         | ?                 | 27/12/1967        | 1989-1990            | 0 (0)             | 0    | 0      | 0      |
| Sulayman Marreh      | Gambie                           | Milieu de terrain | 15/01/1996        | 2018-...             | 0 (0)             | 0    | 0      | 0      |
| David Marso          | Allemagne                        | Milieu de terrain | 11/07/1980        | 2006                 | 0 (0)             | 0    | 0      | 0      |
| Carlos Martínez      | Costa Rica                       | Défenseur         | 30/03/1999        | 2017-...             | 0 (0)             | 0    | 0      | 0      |
| Ioannis Masmanidis   | Allemagne                        | Milieu de terrain | 9/03/1983         | 2011-2012            | 29 (0)            | 14   | 6      | 1      |
| Norbert Masson       | Belgique                         | ?                 | ?                 | 1976-1977            | 0 (0)             | 0    | 0      | 0      |
| Clinton Mata         | Angola                           | Défenseur         | 7/11/1992         | 2010-2014            | 76 (1)            | 2    | 10     | 0      |
| William Mauclet      | Belgique                         | Attaquant         | 5/01/1995         | 2012-2015            | 4 (0)             | 0    | 0      | 0      |
| Jérôme Mausen        | Belgique                         | ?                 | 22/09/1985        | 2004-2006            | 1 (0)             | 0    | 0      | 0      |
| Tonio Mazzarisi      | Belgique                         | ?                 | 15/09/1967        | 1986-1992            | 0 (0)             | 0    | 0      | 0      |
| Mor Mbaye            | Sénégal                          | Gardien de but    | 3/01/1996         | 2014-2015            | 0 (0)             | 0    | 0      | 0      |
| Gerhard Meessen      | Belgique                         | ?                 | 19/02/1949        | 1970-1977            | 0 (0)             | 0    | 0      | 0      |
| Dirk Memmersheim     | Allemagne                        | Gardien de but    | 6/11/1976         | 2004-2005            | 18 (0)            | 0    | 1      | 1      |
| Nassim Mendil        | France                           | Attaquant         | 27/03/1979        | 2009                 | 13 (0)            | 2    | 2      | 0      |
| Arsène Menessou      | Bénin                            | Défenseur         | 3/12/1987         | 2011–2012            | 0 (0)             | 0    | 0      | 0      |
| Frank Mertens        | Belgique                         | ?                 | 30/03/1973        | 1999-2002            | 78 (0)            | 7    | 13     | 1      |
| Luc Mestrez          | Belgique                         | ?                 | 8/11/1969         | 1996-1998            | 21 (0)            | 0    | 1      | 0      |
| Patrice Meulenberg   | Belgique                         | ?                 | 30/10/1967        | 1990-1991            | 0 (0)             | 0    | 0      | 0      |
| Ivan Milas           | Croatie                          | Défenseur         | 30/03/1975        | 2007-2009            | 32 (0)            | 1    | 8      | 0      |
| Danijel Miličević    | Suisse                           | Milieu de terrain | 5/01/1986         | 2008-2011, 2018-...  | 69 (25)           | 17   | 8      | 0      |
| Phakamani Mngadi     | Afrique du Sud                   | Milieu de terrain | 27/03/1979        | 2012-2014, 2015-2017 | 35 (0)            | 5    | 1      | 2      |
| Frank Mockel         | Belgique                         | Défenseur         | 17/10/1961        | 1982-1994            | 29 (0)            | 1    | 5      | 0      |
| Bernard Modave       | Belgique                         | ?                 | 1/09/1950         | 1977-1978            | 0 (0)             | 0    | 0      | 0      |
| Xavi Molina          | Espagne                          | Défenseur         | 19/07/1986        | 2018-...             | 0 (0)             | 0    | 0      | 0      |
| Grégory Molnar       | France                           | Attaquant         | 10/07/1983        | 2007-2009            | 60 (0)            | 16   | 10     | 0      |
| Freddy Mombongo-Dues | République démocratique du Congo | Attaquant         | 30/08/1985        | 2008-2011            | 77 (15)           | 31   | 12     | 1      |
| Yves Monami          | Belgique                         | ?                 | 17/03/1965        | 1992-1995            | 19 (0)            | 2    | 2      | 0      |
| Francis Monjoie      | Belgique                         | ?                 | 21/08/1947        | 1976-1977            | 0 (0)             | 0    | 0      | 0      |
| Mohammed Monkez      | Qatar                            | Défenseur         | 22/01/1997        | 2016-2017            | 0 (0)             | 0    | 0      | 0      |
| Kurt Moons           | Belgique                         | Milieu de terrain | 16/07/1972        | 2000-2001            | 5 (0)             | 0    | 1      | 0      |
| Damien Mouchamps     | Belgique                         | Attaquant         | 10/01/1996        | 2015-2018            | 10 (6)            | 1    | 0      | 0      |
| Edwin Muller         | Belgique                         | ?                 | 25/05/1957        | 1976-1993            | 0 (0)             | 2    | 2      | 1      |
| Rémi Mulumba         | République démocratique du Congo | Milieu de terrain | 2/11/1992         | 2018-...             | 12 (12)           | 0    | 5      | 1      |
| Peter Mwangi         | Kenya                            | Défenseur         | 22/11/1989        | 2009                 | 0 (0)             | 0    | 0      | 0      |
| Fisnik Myftari       | Albanie                          | Défenseur         | 18/01/1987        | 2011-2012            | 13 (0)            | 0    | 1      | 0      |

## N
| Joueur                | Nationalité   | Position          | Date de naissance | Période(s) | Matches (dont D1) | Buts | Jaunes | Rouges |
| --------------------- | ------------- | ----------------- | ----------------- | ---------- | ----------------- | ---- | ------ | ------ |
| Muhannad Naim         | Qatar         | Gardien de but    | 28/01/1993        | 2013       | 2 (0)             | 0    | 1      | 0      |
| Samba Ndiaye          | Sénégal       | Milieu de terrain | 12/01/1994        | 2012-2017  | 30 (1)            | 0    | 6      | 0      |
| Arsène Né             | Côte d'Ivoire | Défenseur         | 4/01/1981         | 2008-2009  | 11 (0)            | 0    | 1      | 0      |
| Jonathan Negrin       | Belgique      | ?                 | 5/12/1979         | 1997-2000  | 26 (0)            | 2    | 3      | 0      |
| Frank Neumann         | Belgique      | Gardien de but    | 24/10/1962        | 1983-1987  | 0 (0)             | 0    | 0      | 0      |
| Serigne Fallou Niang  | Sénégal       | Milieu de terrain | 1/05/1995         | 2013–2014  | 0 (0)             | 0    | 0      | 0      |
| Babacar Niasse        | Sénégal       | Gardien de but    | 20/12/1996        | 2015-...   | 34 (14)           | 0    | 2      | 0      |
| Willy Nieling         | Belgique      | ?                 | ?                 | 1976-1977  | 0 (0)             | 0    | 0      | 0      |
| Udo Nießen            | Allemagne     | ?                 | 9/03/1968         | 1992-1995  | 28 (0)            | 17   | 4      | 0      |
| Antonio Niro          | Belgique      | ?                 | 2/07/1967         | 1995-2001  | 164 (0)           | 25   | 19     | 4      |
| Mario Nuozzi          | Belgique      | ?                 | 12/09/1956        | 1985-1986  | 0 (0)             | 0    | 0      | 0      |
| Abdul Manaf Nurudeen  | Ghana         | Gardien de but    | 8/02/1999         | 2017-...   | 0 (0)             | 0    | 0      | 0      |
| Gottfried Nutten      | Belgique      | ?                 | ?                 | 1969-1973  | 0 (0)             | 0    | 0      | 0      |
| Cyrille Nyoung-Arimin | Belgique      | ?                 | 18/03/1977        | 1997-1998  | 6 (0)             | 0    | 0      | 0      |

## O
| Joueur               | Nationalité | Position          | Date de naissance | Période(s)           | Matches (dont D1) | Buts | Jaunes | Rouges |
| -------------------- | ----------- | ----------------- | ----------------- | -------------------- | ----------------- | ---- | ------ | ------ |
| Ridvan Ödemis        | Turquie     | Attaquant         | 30/06/1991        | 2009-2011            | 49 (23)           | 8    | 2      | 1      |
| Eric Ocansey         | Ghana       | Attaquant         | 22/08/1997        | 2015-...             | 87 (61)           | 14   | 15     | 1      |
| Juan Cruz Ochoa      | Espagne     | Défenseur         | 4/03/1979         | 2013-2015            | 68 (12)           | 5    | 7      | 0      |
| Moses Odhiambo       | Kenya       | Milieu de terrain | 13/04/1986        | 2008                 | 0 (0)             | 0    | 0      | 0      |
| Nunzio Olivieri      | Belgique    | Milieu de terrain | 11/10/1972        | 2000-2001            | 25 (0)            | 0    | 8      | 2      |
| Julien Onclin        | Belgique    | Milieu de terrain | 2/05/1945         | 1971-1976            | 0 (0)             | 0    | 0      | 0      |
| Henry Onyekuru       | Nigeria     | Attaquant         | 5/06/1997         | 2015-2017            | 60 (38)           | 31   | 8      | 0      |
| José Ordonnez-Malgro | Belgique    | ?                 | 17/01/1953        | 1971-1976, 1978-1982 | 0 (0)             | 0    | 0      | 0      |
| Mustapha Oussalah    | Belgique    | Milieu de terrain | 19/02/1982        | 2004-2005            | 12 (0)            | 0    | 4      | 0      |

## P
| Joueur               | Nationalité                      | Position          | Date de naissance | Période(s) | Matches (dont D1) | Buts | Jaunes | Rouges |
| -------------------- | -------------------------------- | ----------------- | ----------------- | ---------- | ----------------- | ---- | ------ | ------ |
| Pius Palm            | Belgique                         | Défenseur         | 12/04/1999        | 2017-...   | 0 (0)             | 0    | 0      | 0      |
| Ralph Palotas        | Belgique                         | ?                 | ?                 | 1983-1987  | 0 (0)             | 0    | 0      | 0      |
| Daniel Panizzolo     | Suisse                           | Défenseur         | 25/03/1986        | 2010-2011  | 28 (28)           | 1    | 7      | 1      |
| Emmanuel Papalino    | Belgique                         | ?                 | 22/09/1983        | 2001-2002  | 2 (0)             | 0    | 0      | 0      |
| Johan Pavonet        | Belgique                         | ?                 | 3/03/1956         | 1975-1982  | 0 (0)             | 0    | 0      | 0      |
| Robert Pavonet       | Belgique                         | ?                 | ?                 | 1974-1975  | 0 (0)             | 0    | 0      | 0      |
| Franck Pehé          | Belgique                         | Milieu de terrain | 4/10/1987         | 2005-2006  | 0 (0)             | 0    | 0      | 0      |
| Heinz Pelzer         | Belgique                         | ?                 | 28/04/1943        | 1972-1973  | 0 (0)             | 0    | 0      | 0      |
| Fesquet Penga-Ilenga | République démocratique du Congo | Attaquant         | 18/11/1987        | 2006-2008  | 37 (0)            | 4    | 6      | 0      |
| Guido Pesch          | Belgique                         | ?                 | 5/07/1964         | 1984-1992  | 0 (0)             | 0    | 0      | 0      |
| Kévin Petit          | Belgique                         | Défenseur         | 14/08/1991        | 2007-2009  | 0 (0)             | 0    | 0      | 0      |
| Radek Petr           | République tchèque               | Gardien de but    | 24/02/1987        | 2008-2012  | 62 (14)           | 0    | 3      | 0      |
| Mathieu Peybernes    | France                           | Défenseur         | 21/10/1990        | 2018       | 10 (10)           | 0    | 2      | 0      |
| Luciano Pezzetti     | Italie                           | Attaquant         | 14/07/1942        | 1966-1967  | 0 (0)             | 0    | 0      | 0      |
| Mario Pezzetti       | Belgique                         | ?                 | ?                 | 1970-1971  | 0 (0)             | 0    | 0      | 0      |
| Vladimiro Pezzetti   | Belgique                         | Milieu de terrain | 17/11/1938        | 1969-1971  | 0 (0)             | 0    | 0      | 0      |
| Manuel Pfeiffer      | Belgique                         | ?                 | 5/01/1982         | 2002-2003  | 0 (0)             | 0    | 0      | 0      |
| Loïc Philippens      | Belgique                         | Milieu de terrain | 13/08/1989        | 2008-2009  | 2 (0)             | 0    | 0      | 0      |
| Frédéric Pierre      | Belgique                         | Attaquant         | 23/02/1974        | 2003-2004  | 9 (0)             | 1    | 1      | 0      |
| Henri Pirard         | Belgique                         | ?                 | 11/11/1940        | 1969-1970  | 0 (0)             | 0    | 0      | 0      |
| Werner Pirard        | Belgique                         | ?                 | ?                 | 1970-1973  | 0 (0)             | 0    | 0      | 0      |
| Georges Pirnay       | Belgique                         | ?                 | ?                 | 1971-1973  | 0 (0)             | 0    | 0      | 0      |
| Marc Pirnay          | Belgique                         | ?                 | 26/04/1963        | 1980-1984  | 0 (0)             | 0    | 0      | 0      |
| Sébastien Piron      | Belgique                         | Défenseur         | 8/02/1979         | 2003-2005  | 23 (0)            | 2    | 2      | 1      |
| Fabrice Pirotte      | Belgique                         | ?                 | 22/10/1979        | 2001-2002  | 11 (0)            | 0    | 0      | 0      |
| Loïc Pirquet         | Belgique                         | Défenseur         | 8/11/1989         | 2009-2010  | 1 (0)             | 0    | 0      | 0      |
| Hartmund Pitten      | Allemagne                        | Attaquant         | 21/05/1965        | 1990-1991  | 0 (0)             | 0    | 0      | 0      |
| Marc Plaire          | Belgique                         | ?                 | 5/08/1963         | 1983-1984  | 0 (0)             | 0    | 0      | 0      |
| David Pollet         | Belgique                         | Attaquant         | 12/08/1988        | 2018-...   | 0 (0)             | 0    | 0      | 0      |
| François Pomini      | Belgique                         | Milieu de terrain | 19/01/1953        | 1970-1975  | 0 (0)             | 0    | 0      | 0      |
| Ralf Pommée          | Belgique                         | ?                 | 22/09/1967        | 1986-1997  | 15 (0)            | 0    | 1      | 1      |
| Alexandre Pons       | Belgique                         | ?                 | 16/08/1976        | 1993-1998  | 13 (0)            | 3    | 0      | 0      |
| Mihajlo Popovic      | Serbie                           | Attaquant         | 28/12/1990        | 2011-2012  | 20 (0)            | 0    | 2      | 1      |
| Lucas Porcar         | Espagne                          | Milieu de terrain | 18/02/1990        | 2014       | 15 (0)            | 2    | 2      | 1      |
| Michaël Possen       | Belgique                         | Milieu de terrain | 17/09/1977        | 1997-1999  | 55 (0)            | 12   | 11     | 0      |
| Morteza Pouraliganji | Iran                             | Défenseur         | 19/04/1992        | 2018-...   | 0 (0)             | 0    | 0      | 0      |
| Luciano Pradella     | Italie                           | Attaquant         | 15/11/1944        | 1972-1973  | 0 (0)             | 0    | 0      | 0      |
| Gerhard Prokop       | Allemagne de l'Ouest             | Gardien de but    | 18/05/1939        | 1970-1973  | 0 (0)             | 0    | 0      | 0      |
| Marino Pušić         | Croatie                          | Milieu de terrain | 18/08/1971        | 1995-1996  | 6 (0)             | 0    | 1      | 1      |

## Q
| Joueur           | Nationalité | Position | Date de naissance | Période(s) | Matches (dont D1) | Buts | Jaunes | Rouges |
| ---------------- | ----------- | -------- | ----------------- | ---------- | ----------------- | ---- | ------ | ------ |
| Maurice Quaranta | Belgique    | ?        | 12/03/1959        | 1981-1986  | 0 (0)             | 4    | 1      | 0      |
| Pierre Queins    | Belgique    | ?        | 20/05/1964        | 1985-1987  | 0 (0)             | 0    | 0      | 0      |
| Roger Queins     | Belgique    | ?        | ?                 | 1984-1985  | 0 (0)             | 5    | 0      | 0      |

## R
| Joueur                  | Nationalité    | Position          | Date de naissance | Période(s) | Matches (dont D1) | Buts | Jaunes | Rouges |
| ----------------------- | -------------- | ----------------- | ----------------- | ---------- | ----------------- | ---- | ------ | ------ |
| Ntuthuko Radebe         | Afrique du Sud | Défenseur         | 29/09/1994        | 2012-2017  | 41 (1)            | 1    | 8      | 0      |
| Michaël Radermacher     | Belgique       | Gardien de but    | 9/05/1979         | 1995-2002  | 1 (0)             | 0    | 0      | 0      |
| Florian Raspentino      | France         | Attaquant         | 6/06/1989         | 2018       | 19 (19)           | 4    | 0      | 0      |
| Jérôme Régnier          | Belgique       | Milieu de terrain | 14/03/1986        | 2005-2007  | 16 (0)            | 1    | 2      | 0      |
| Jeffrey Rentmeister     | Belgique       | Défenseur         | 11/07/1984        | 2003-2008  | 156 (0)           | 4    | 19     | 4      |
| Norbert Reul            | Belgique       | ?                 | ?                 | 1983-1984  | 0 (0)             | 0    | 0      | 0      |
| René Reul               | Belgique       | ?                 | ?                 | 1975-1976  | 0 (0)             | 0    | 0      | 0      |
| Roland Rodheudt         | Belgique       | ?                 | 4/08/1959         | 1980-1981  | 0 (0)             | 0    | 0      | 0      |
| Sergio Rodríguez García | Espagne        | Défenseur         | 17/08/1984        | 2014-2016  | 72 (0)            | 11   | 19     | 2      |
| Christian Rohles        | Belgique       | Gardien de but    | 26/10/1973        | 1992-1995  | 0 (0)             | 0    | 0      | 0      |
| Helmut Rombach          | Allemagne      | Attaquant         | 25/02/1961        | 1991-1994  | 25 (0)            | 2    | 5      | 0      |
| Grégory Rondeux         | Belgique       | Milieu de terrain | 8/05/1985         | 2003-2005  | 14 (0)            | 0    | 1      | 0      |
| François Rouffignon     | Belgique       | Défenseur         | 22/01/1978        | 2002-2005  | 90 (0)            | 1    | 7      | 0      |
| Léonard Roufosse        | Belgique       | Défenseur         | 26/11/1945        | 1974-1975  | 0 (0)             | 0    | 0      | 0      |
| Tom Roufosse            | Belgique       | Gardien de but    | 28/03/2001        | 2018-...   | 0 (0)             | 0    | 0      | 0      |
| Alain Rousseaux         | Belgique       | ?                 | 19/05/1964        | 1986-1994  | 0 (0)             | 0    | 0      | 0      |
| Éric Rousseaux          | Belgique       | ?                 | 19/05/1964        | 1992-1995  | 0 (0)             | 0    | 0      | 0      |
| Serge Rouwette          | Belgique       | ?                 | 21/08/1981        | 1999-2001  | 3 (0)             | 0    | 0      | 0      |
| Ralph Rozein            | Belgique       | ?                 | 13/07/1970        | 1990-1992  | 0 (0)             | 0    | 0      | 0      |

## S
| Joueur                | Nationalité    | Position          | Date de naissance | Période(s)           | Matches (dont D1) | Buts | Jaunes | Rouges |
| --------------------- | -------------- | ----------------- | ----------------- | -------------------- | ----------------- | ---- | ------ | ------ |
| Levent Saglam         | Belgique       | Attaquant         | 31/10/1991        | 2009-2010            | 1 (0)             | 0    | 0      | 0      |
| Enes Sağlık           | Belgique       | Milieu de terrain | 8/07/1991         | 2009-2012            | 72 (26)           | 8    | 4      | 0      |
| David Salemi          | Belgique       | ?                 | 27/10/1977        | 1998-1999            | 1 (0)             | 0    | 0      | 0      |
| Bachirou Salou        | Togo           | Attaquant         | 15/09/1970        | 2004-2005            | 12 (0)            | 3    | 1      | 0      |
| David Samray          | Belgique       | ?                 | 15/03/1977        | 2001-2004            | 86 (0)            | 5    | 30     | 0      |
| Anthony Sangiovanni   | Belgique       | ?                 | 27/08/1989        | 2007-2008            | 1 (0)             | 0    | 0      | 0      |
| Hamza Sanhaji         | Qatar          | Attaquant         | 22/04/1994        | 2017                 | 1 (1)             | 0    | 0      | 0      |
| Abdoulaye Sanogo      | Mali           | Milieu de terrain | 14/10/1996        | 2015-2017            | 19 (3)            | 1    | 1      | 0      |
| Christian Santos      | Venezuela      | Attaquant         | 24/03/1988        | 2011-2013            | 67 (0)            | 29   | 4      | 0      |
| Heribert Schaaf       | Belgique       | ?                 | 20/06/1959        | 1980-1982            | 0 (0)             | 0    | 0      | 0      |
| Julian Schauerte      | Allemagne      | Défenseur         | 2/04/1988         | 2018-...             | 0 (0)             | 0    | 0      | 0      |
| André Scheen          | Belgique       | ?                 | 10/02/1958        | 1976-1979, 1985-1987 | 0 (0)             | 0    | 0      | 0      |
| Nils Schouterden      | Belgique       | Milieu de terrain | 14/12/1988        | 2013-2014, 2017-...  | 74 (31)           | 19   | 11     | 2      |
| Manfred Schumacher    | Belgique       | ?                 | 3/02/1956         | 1977-1980            | 0 (0)             | 0    | 0      | 0      |
| Ayog Sefu             | Belgique       | ?                 | 1/02/1980         | 2000-2002            | 21 (0)            | 0    | 0      | 0      |
| Marc Segatto          | Belgique       | ?                 | 25/01/1964        | 1987-1996            | 36 (0)            | 0    | 3      | 0      |
| Martin Selak          | Belgique       | Défenseur         | 22/06/1995        | 2013-2015            | 0 (0)             | 0    | 0      | 0      |
| Patrice Sérafin       | Belgique       | ?                 | 29/11/1971        | 1992-1993            | 0 (0)             | 0    | 0      | 0      |
| Jean-Philippe Serexhe | Belgique       | Milieu de terrain | 5/08/1988         | 2006-2008            | 3 (0)             | 0    | 0      | 0      |
| Albert Servais        | Belgique       | ?                 | 10/02/1957        | 1981-1984            | 0 (0)             | 0    | 0      | 0      |
| Sulaiman Sesay-Fullah | Sierra Leone   | Attaquant         | 16/09/1991        | 2009-2010            | 0 (0)             | 0    | 0      | 0      |
| Claude Siemianow      | Belgique       | ?                 | ?                 | 1976-1977            | 0 (0)             | 0    | 0      | 0      |
| Happy Simelela        | Afrique du Sud | Milieu de terrain | 17/10/1994        | 2012-2013            | 1 (0)             | 0    | 0      | 0      |
| Quentin Simonis       | Belgique       | Gardien de but    | 25/02/1994        | 2011-2012            | 0 (0)             | 0    | 0      | 0      |
| Mohamadou Sissoko     | France         | Défenseur         | 8/08/1988         | 2009-2010            | 7 (0)             | 0    | 3      | 0      |
| Roger Smith           | Belgique       | ?                 | 28/07/1948        | 1977-1978            | 0 (0)             | 0    | 0      | 0      |
| Grégory Sohet         | Belgique       | ?                 | 11/10/1980        | 1996-2000            | 8 (0)             | 0    | 0      | 0      |
| Thierry Solheid       | Belgique       | Attaquant         | 23/09/1963        | 1987-1990            | 0 (0)             | 0    | 0      | 0      |
| Raphaël Sougnez       | Belgique       | Défenseur         | 7/02/1977         | 1996-1997            | 5 (0)             | 0    | 0      | 0      |
| Geoffrey Speder       | Belgique       | Gardien de but    | 9/04/1990         | 2008-2009            | 0 (0)             | 0    | 0      | 0      |
| Karl Steinbeck        | Belgique       | ?                 | ?                 | 1970-1971            | 0 (0)             | 0    | 0      | 0      |
| Christian Stich       | Belgique       | ?                 | 18/10/1965        | 1984-1993            | 0 (0)             | 0    | 0      | 1      |
| Philipp Stiller       | Allemagne      | Défenseur         | 20/05/1990        | 2011-2012            | 2 (0)             | 0    | 1      | 0      |
| Jeffrén Suárez        | Venezuela      | Attaquant         | 20/01/1988        | 2015-2017            | 49 (26)           | 5    | 5      | 0      |
| Mamadou Sylla         | Sénégal        | Attaquant         | 20/03/1994        | 2016-2017            | 39 (35)           | 13   | 4      | 0      |

## T
| Joueur                 | Nationalité | Position          | Date de naissance | Période(s) | Matches (dont D1) | Buts | Jaunes | Rouges |
| ---------------------- | ----------- | ----------------- | ----------------- | ---------- | ----------------- | ---- | ------ | ------ |
| Florian Taulemesse     | France      | Attaquant         | 31/01/1986        | 2013-2016  | 126 (18)          | 45   | 11     | 0      |
| Bertrand Tchami        | Cameroun    | Attaquant         | 4/02/1977         | 1999-2000  | 14 (0)            | 7    | 1      | 0      |
| Patrick Telemans       | Belgique    | Gardien de but    | 23/01/1980        | 2007-2008  | 1 (0)             | 0    | 0      | 0      |
| Reiner Teller          | Belgique    | ?                 | 26/09/1969        | 1986-1992  | 0 (0)             | 0    | 0      | 0      |
| Sergio Teruel          | Belgique    | Milieu de terrain | 7/01/1992         | 2010-2013  | 29 (0)            | 0    | 1      | 0      |
| Armand Thaeter         | Belgique    | Attaquant         | 7/10/1953         | 1972-1986  | 0 (0)             | 20   | 0      | 0      |
| Franz-Joseph Theiss    | Belgique    | ?                 | 26/08/1950        | 1971-1973  | 0 (0)             | 0    | 0      | 0      |
| Manfred Theissen       | Belgique    | ?                 | 31/03/1962        | 1986-1987  | 0 (0)             | 0    | 0      | 0      |
| Pierre Thissen         | Belgique    | ?                 | 28/06/1963        | 1980-1992  | 0 (0)             | 10   | 1      | 1      |
| Ghislain Thomanne      | Belgique    | ?                 | 29/07/1950        | 1973-1977  | 0 (0)             | 0    | 0      | 0      |
| Yve Thys               | Belgique    | Milieu de terrain | 1/03/1977         | 2006-2008  | 51 (0)            | 16   | 10     | 0      |
| Pascal Tihon           | Belgique    | Défenseur         | 2/03/1977         | 1998       | 13 (0)            | 0    | 1      | 0      |
| Nicolas Timmermans     | Belgique    | Défenseur         | 4/11/1982         | 2014-2017  | 56 (5)            | 2    | 7      | 2      |
| Mickaël Tirpan         | Belgique    | Défenseur         | 23/10/1993        | 2017-2018  | 32 (31)           | 1    | 9      | 0      |
| Cédric Tomsin          | Belgique    | ?                 | 27/03/1979        | 2007-2008  | 22 (0)            | 1    | 4      | 0      |
| Armando Toso           | Belgique    | ?                 | 1/10/1956         | 1974-1977  | 0 (0)             | 0    | 0      | 0      |
| Daniel Toussaint       | Belgique    | Milieu de terrain | 26/07/1956        | 1984-1985  | 0 (0)             | 0    | 0      | 0      |
| Harald Toussaint       | Belgique    | ?                 | 11/06/1944        | 1971-1978  | 0 (0)             | 0    | 0      | 0      |
| Philippe Toussaint     | Belgique    | ?                 | 7/11/1957         | 1984-1985  | 0 (0)             | 0    | 2      | 1      |
| Yuta Toyokawa          | Japon       | Attaquant         | 9/09/1994         | 2018-...   | 12 (12)           | 7    | 0      | 0      |
| Bruno Trevisan         | Belgique    | ?                 | 8/07/1953         | 1970-1974  | 0 (0)             | 0    | 0      | 0      |
| Jean-Claude Tworkowski | Belgique    | ?                 | ?                 | 1976-1977  | 0 (0)             | 0    | 0      | 0      |

## U
| Joueur        | Nationalité | Position          | Date de naissance | Période(s) | Matches (dont D1) | Buts | Jaunes | Rouges |
| ------------- | ----------- | ----------------- | ----------------- | ---------- | ----------------- | ---- | ------ | ------ |
| Dante Ubbiali | Belgique    | ?                 | 28/08/1940        | 1969-1971  | 0 (0)             | 0    | 0      | 0      |
| Solomon Udo   | Nigeria     | Milieu de terrain | 15/07/1995        | 2013-2014  | 0 (0)             | 0    | 0      | 0      |
| Fatih Ulusoy  | Belgique    | ?                 | 17/12/1982        | 2002-2003  | 0 (0)             | 0    | 0      | 0      |
| Jasper Uwa    | Nigeria     | Attaquant         | 12/12/1994        | 2012-2013  | 4 (0)             | 0    | 1      | 0      |

## V
| Joueur                 | Nationalité | Position          | Date de naissance | Période(s)                      | Matches (dont D1) | Buts | Jaunes | Rouges |
| ---------------------- | ----------- | ----------------- | ----------------- | ------------------------------- | ----------------- | ---- | ------ | ------ |
| Luigi Vaccaro          | Belgique    | Milieu de terrain | 26/03/1991        | 2011-2013                       | 34 (0)            | 1    | 6      | 0      |
| Mauricio Valderrama    | Belgique    | Défenseur         | 1/06/1990         | 2009-2012                       | 0 (0)             | 0    | 0      | 0      |
| Marc Valiente          | Espagne     | Défenseur         | 29/03/1987        | 2017-2018                       | 33 (31)           | 1    | 9      | 0      |
| Hendrik Van Crombrugge | Belgique    | Gardien de but    | 30/04/1993        | 2013-...                        | 142 (68)          | 0    | 6      | 1      |
| Hubert Van Dormael     | Belgique    | ?                 | 12/12/1933        | 1969-1972                       | 0 (0)             | 0    | 0      | 0      |
| Hans Van Tussenbroek   | Pays-Bas    | Défenseur         | 14/05/1958        | 1979-1980                       | 0 (0)             | 0    | 0      | 0      |
| Lauwrens Van Wijck     | Belgique    | ?                 | ?                 | 1976-1977                       | 0 (0)             | 0    | 0      | 0      |
| Geoffrey Vanaschen     | Belgique    | Attaquant         | 25/07/1992        | 2011-2012                       | 1 (0)             | 0    | 0      | 0      |
| Kevin Vandenbergh      | Belgique    | Attaquant         | 16/05/1983        | 2010-2011                       | 26 (26)           | 9    | 5      | 0      |
| Erwin Vandenbroeck     | Pays-Bas    | Milieu de terrain | 21/03/1968        | 2000-2001                       | 16 (0)            | 3    | 4      | 0      |
| Frédéric van de Sande  | Belgique    | Gardien de but    | 20/11/1970        | 1995-1996, 2005-2006, 2007-2009 | 0 (0)             | 0    | 0      | 0      |
| Adrien Vanhove         | Belgique    | Défenseur         | 24/02/1994        | 2012-2014                       | 0 (0)             | 0    | 0      | 0      |
| Jorge Veloso           | Belgique    | Gardien de but    | 12/04/1964        | 1983-1987                       | 0 (0)             | 0    | 1      | 0      |
| Christophe Verbeeren   | Belgique    | Défenseur         | 16/01/1975        | 1999-2005                       | 102 (0)           | 3    | 21     | 2      |
| Nicolas Verdier        | France      | Attaquant         | 17/01/1987        | 2017                            | 18 (16)           | 2    | 4      | 0      |
| Olivier Verdin         | Belgique    | ?                 | 22/05/1961        | 1980-2002                       | 3 (0)             | 2    | 0      | 0      |
| Dominique Viatour      | Belgique    | ?                 | 22/10/1959        | 1979-1980                       | 0 (0)             | 0    | 0      | 0      |
| Vincent Vilenne        | Belgique    | ?                 | 14/01/1964        | 1988-1989                       | 0 (0)             | 0    | 0      | 0      |
| Olivier Vinamont       | Belgique    | Milieu de terrain | 15/07/1985        | 2004-2011                       | 209 (26)          | 5    | 34     | 2      |
| Vladimir Voskoboinikov | Estonie     | Attaquant         | 2/02/1983         | 2004-2005                       | 8 (0)             | 1    | 0      | 0      |

## W
| Joueur             | Nationalité          | Position          | Date de naissance | Période(s) | Matches (dont D1) | Buts | Jaunes | Rouges |
| ------------------ | -------------------- | ----------------- | ----------------- | ---------- | ----------------- | ---- | ------ | ------ |
| Moussa Wagué       | Sénégal              | Défenseur         | 4/11/1998         | 2017-2018  | 43 (40)           | 1    | 5      | 0      |
| Alma Wakili        | Nigeria              | Défenseur         | 2/09/1996         | 2015-2016  | 4 (0)             | 0    | 0      | 0      |
| Étienne Wala Zock  | Cameroun             | Milieu de terrain | 25/03/1994        | 2012-2014  | 14 (0)            | 0    | 1      | 0      |
| Luc Waleffe        | Belgique             | ?                 | 2/02/1960         | 1981-1986  | 0 (0)             | 0    | 4      | 0      |
| Simon Warrimont    | Belgique             | ?                 | 24/09/1956        | 1979-1980  | 0 (0)             | 0    | 0      | 0      |
| Detlef Webers      | Allemagne de l'Ouest | Attaquant         | 13/09/1949        | 1975-1977  | 0 (0)             | 13   | 0      | 0      |
| Olivier Werner     | Belgique             | Gardien de but    | 16/04/1985        | 2010-2011  | 16 (16)           | 0    | 0      | 0      |
| Henri Weynand      | Belgique             | ?                 | 23/03/1953        | 1974-1975  | 0 (0)             | 0    | 0      | 0      |
| Karl-Heinz Weynand | Belgique             | ?                 | ?                 | 1973-1974  | 0 (0)             | 0    | 0      | 0      |
| Antonio Wilson     | Belgique             | Défenseur         | 24/06/1992        | 2010-2012  | 0 (0)             | 0    | 0      | 0      |
| René Winbomont     | Belgique             | ?                 | 30/07/1946        | 1969-1975  | 0 (0)             | 0    | 0      | 0      |
| Ralf Wimmer        | Belgique             | ?                 | 18/03/1968        | 1986-1998  | 57 (0)            | 1    | 2      | 0      |
| Christophe Winkin  | Belgique             | Milieu de terrain | 16/01/1979        | 1997-2002  | 129 (0)           | 0    | 21     | 3      |
| Koen Wins          | Belgique             | Gardien de but    | 26/03/1978        | 2005-2009  | 100 (0)           | 0    | 4      | 0      |
| Laurent Wolfs      | Belgique             | ?                 | 7/01/1976         | 1997-1998  | 13 (0)            | 0    | 2      | 0      |
| Ian Wright         | Belgique             | ?                 | ?                 | 1972-1973  | 0 (0)             | 0    | 0      | 0      |

## X
| Joueur           | Nationalité | Position | Date de naissance | Période(s) | Matches (dont D1) | Buts | Jaunes | Rouges |
| ---------------- | ----------- | -------- | ----------------- | ---------- | ----------------- | ---- | ------ | ------ |
| Nicolas Xhonneux | Belgique    | ?        | ?                 | 1972-1973  | 0 (0)             | 0    | 0      | 0      |

## Y
| Joueur     | Nationalité | Position  | Date de naissance | Période(s) | Matches (dont D1) | Buts | Jaunes | Rouges |
| ---------- | ----------- | --------- | ----------------- | ---------- | ----------------- | ---- | ------ | ------ |
| Ivan Yagan | Arménie     | Attaquant | 11/10/1989        | 2018-...   | 0 (0)             | 0    | 0      | 0      |
| Ali Yilmaz | Belgique    | Attaquant | 6/02/1993         | 2011-2012  | 2 (0)             | 0    | 0      | 0      |

## Z
| Joueur                    | Nationalité        | Position          | Date de naissance | Période(s)           | Matches (dont D1) | Buts | Jaunes | Rouges |
| ------------------------- | ------------------ | ----------------- | ----------------- | -------------------- | ----------------- | ---- | ------ | ------ |
| Hamza Zakari              | Ghana              | Milieu de terrain | 4/07/1994         | 2012-2013            | 1 (0)             | 0    | 0      | 0      |
| Philippe Zdych            | Belgique           | ?                 | 20/02/1965        | 1986-1987            | 0 (0)             | 0    | 0      | 0      |
| Zygmunt Ziembicki         | Belgique           | ?                 | 31/01/1949        | 1973-1974            | 0 (0)             | 0    | 0      | 0      |
| Alfred Zimmerman          | Belgique           | ?                 | 28/07/1950        | 1977-1980            | 0 (0)             | 0    | 0      | 0      |
| Kevin Zimmerman           | Mexique            | Attaquant         | 15/06/1987        | 2011-2012            | 0 (0)             | 0    | 0      | 0      |
| Josef Zschau              | Allemagne          | Milieu de terrain | 7/01/1963         | 1994-1996, 1997-2000 | 84 (0)            | 27   | 25     | 0      |
| Olivier Zselinszki-Haider | Belgique           | Milieu de terrain | 1/05/1991         | 2009-2010            | 0 (0)             | 0    | 0      | 0      |
| Sébastien Zucca           | Belgique           | Gardien de but    | 1/08/1995         | 2013-2014            | 0 (0)             | 0    | 0      | 0      |
| Ervin Zukanović           | Bosnie-Herzégovine | Défenseur         | 11/02/1987        | 2010-2011            | 30 (30)           | 2    | 2      | 0      |

### Sources et liens externes
- (en) Fiche de l'AS Eupen sur WorldFootball